# 대한민국 민법 제822조
대한민국 민법 제822조는 악질 등 사유에 의한 혼인취소청구권의 소멸에 대한 민법 가족법 조문이다.

## 조문
제822조(악질 등 사유에 의한 혼인취소청구권의 소멸) 제816조제2호의 규정에 해당하는 사유있는 혼인은 상대방이 그 사유있음을 안 날로부터 6월을 경과한 때에는 그 취소를 청구하지 못한다.

第822條(惡疾 等 事由에 依한 婚姻取消請求權의 消滅) 第816條第2號의 規定에 該當하는 事由있는 婚姻은 相對方이 그 事由있음을 안 날로부터 6月을 經過한 때에는 그 取消를 請求하지 못한다.

## 참고 문헌
- 오현수, 일본민법, 진원사, 2014. ISBN 9788963463452
- 오세경, 대법전, 법전출판사 , 2014 ISBN 9788926210277
- 이준현 , LOGOS 민법 조문판례집, 미래가치, 2015. ISBN 9791155020869

## 같이 보기
- 혼인신고